# Quellenpark (Bad Soden)

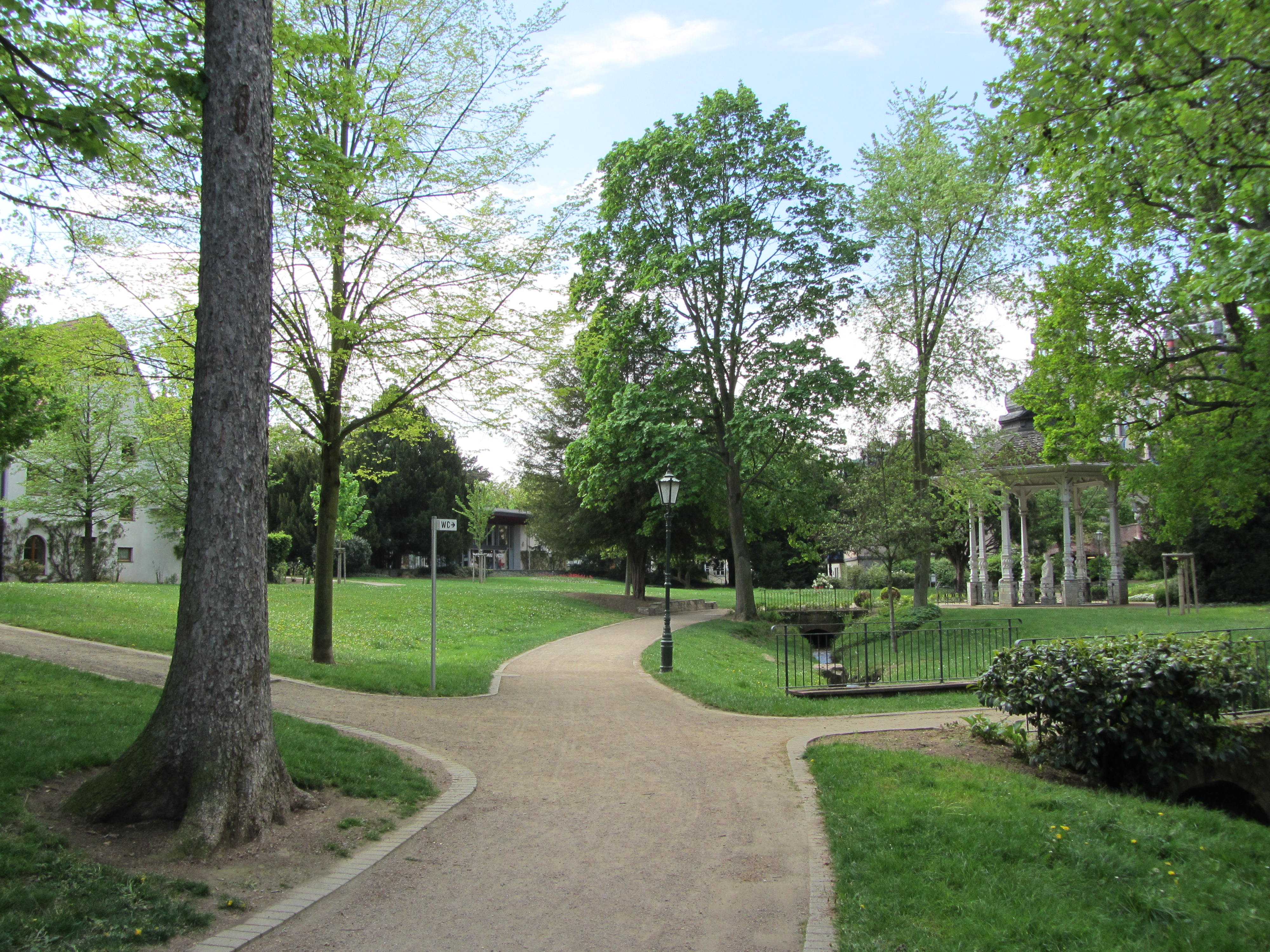
Quellenpark mit dem Sulzbach, dem Solbrunnen und der Trinkhalle.

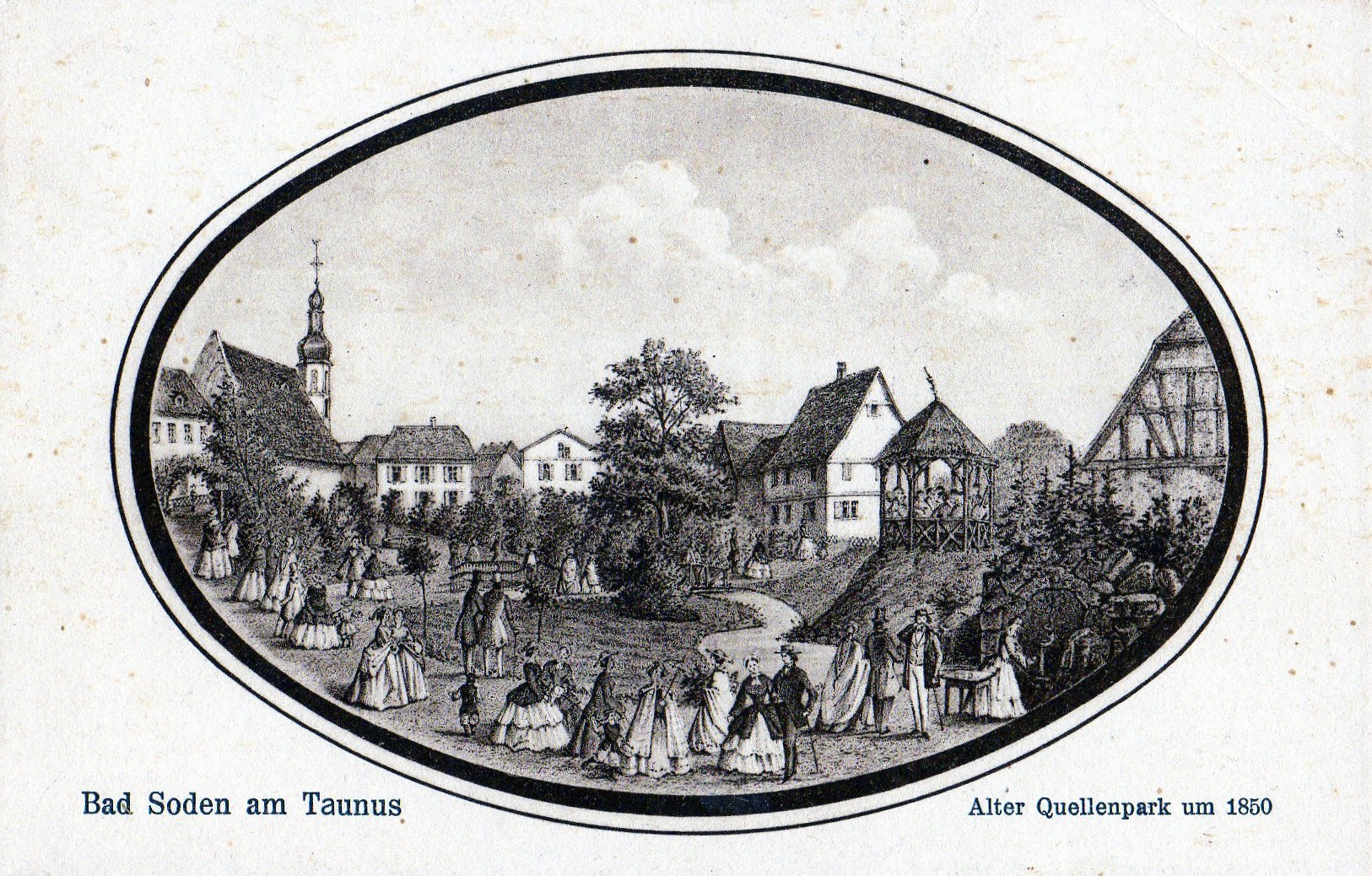
Alte Ansicht des Quellenparks von 1850

Der Quellenpark ist eine Parkanlage in der Innenstadt von Bad Soden am Taunus.

## Geschichte
Der Quellenpark befindet sich in der Altstadt der Stadt Bad Soden. Er wurde 1872 vollendet, nachdem die Stadt die notwendigen Grundstücke erworben hatte. Am benachbarten Franzensbader Platz lag das erste Kurhaus des Ortes, das "Haus Bockenheimer" aus dem Jahre 1722. Das Haus wurde von Salinenverwalter Johann Georg Wartenberg als Kurhaus erbaut. Ursprünglich war es ein Barockbau mit 27 Zimmern und 4 Badekabinetten. 1813 wurde es zum "Frankfurt Hof" umfunktioniert. 1838/39 wurde der barocke Dachstuhl abgetragen und durch einen klassizistischen Dachstuhl ersetzt. Seit Ende des 19. Jahrhunderts ist es ein Privathaus. Im Kurhaus verweilten Johann Isaak von Gerning (1801), Jakob und Marianne von Willemer (1816) sowie Ludwig Börne (1829 und 1830). Seit 1992 gehört das Gebäude zum nebenan stehenden Hundertwasserhaus. Dabei wurde die Fassade verändert.
Kernstück des Quellenparks ist der Solbrunnen. Es handelt sich um eine fluorid- und kohlensäurehaltige Natrium-Chlorid-Therme. 1567 wurde die Quelle vom Rat der Stadt Frankfurt geprüft und zur Salzgewinnung freigegeben. In der Folge wurde das Salzwasser der Quelle in die Salinen des Ortes geleitet und dort Salz gewonnen. Ab 1854 war die Quelle als Kur- und Trinkbrunnen in Benutzung. 1856 erfolgte eine Neufassung mit einer Bohrung auf 6 Meter Tiefe. 1886 wurde der „Sodenia-Pavillon“ über der Quelle errichtet. Es handelt sich um ein Wahrzeichen der Stadt.
Bis 1968 befand sich eine weitere Brunnenanlage im Park: der Wiesenbrunnen. Dieser wurde 1837 zum ersten Mal gefasst. Später verlor dieser Brunnen seine medizinische Anerkennung als Heilwasser. Heute erinnert nur ein Kanaldeckel am jeweiligen Platz an diesen Brunnen.
Hinter dem Park befindet sich das Hundertwasserhaus.

## Galerie

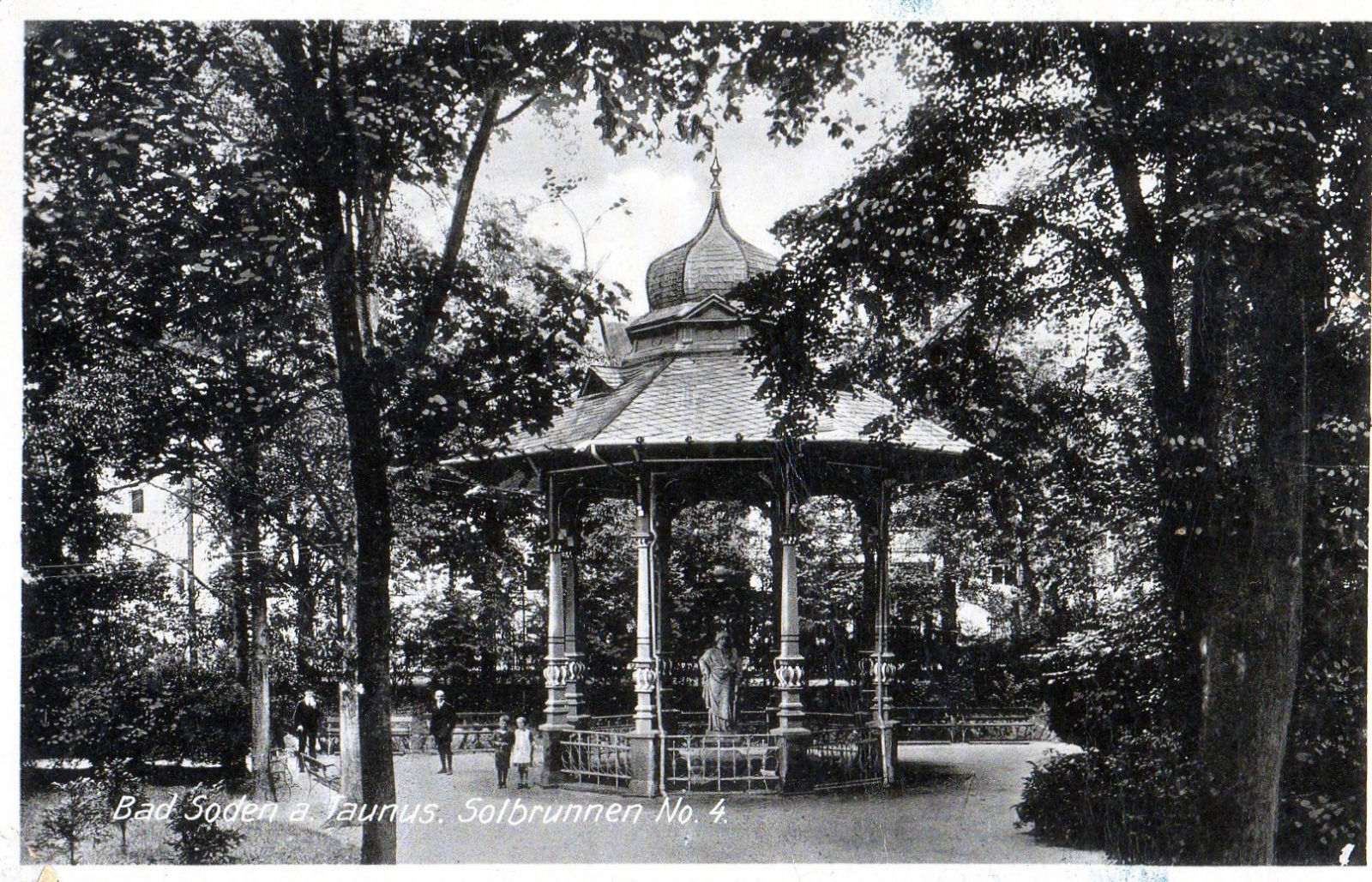
Der Solbrunnen in einer Ansicht von 1906
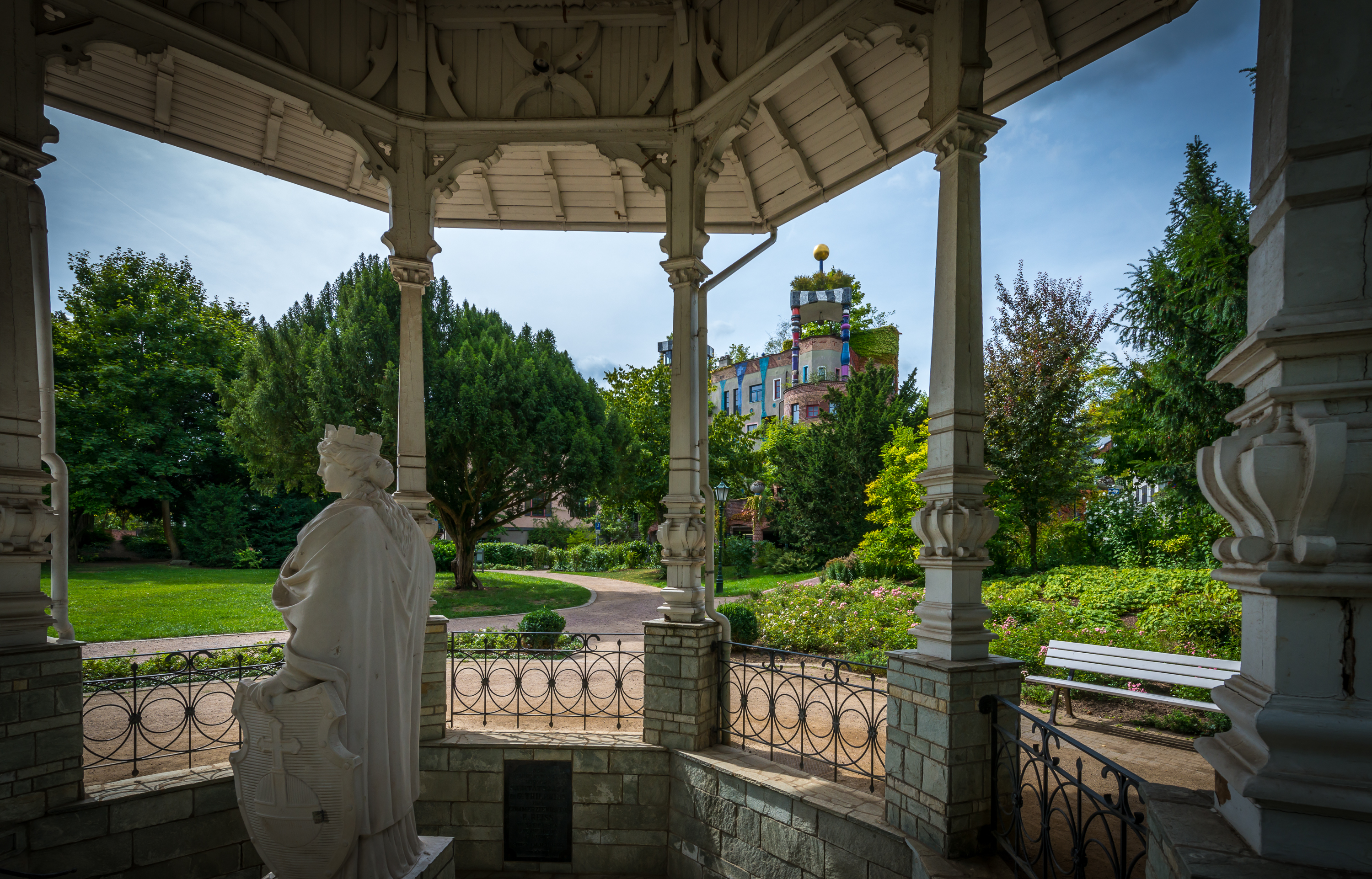
Blick aus dem Tempel des Solbrunnens auf das Hundertwasserhaus
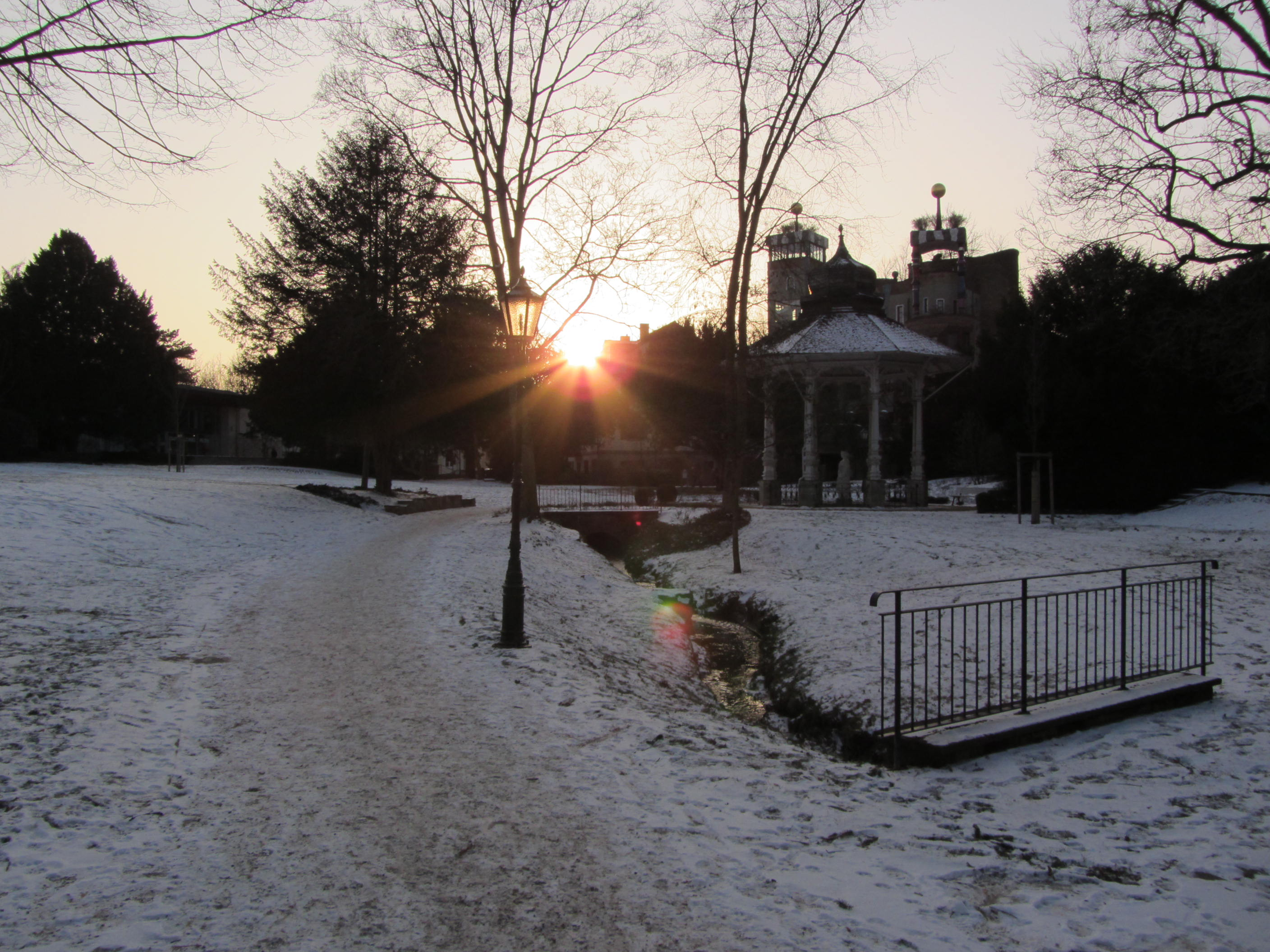
Quellenpark im Winter
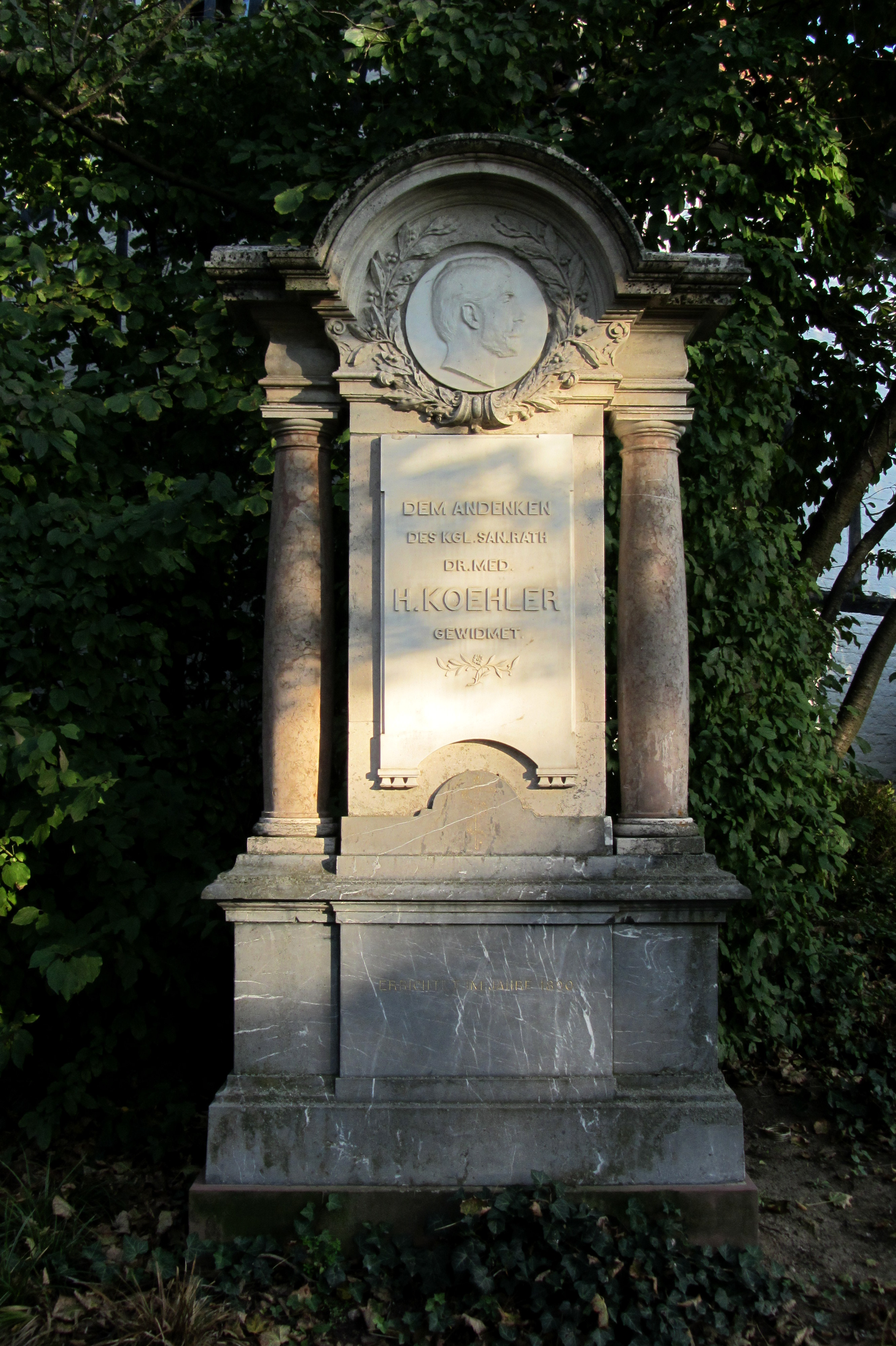
Denkmal für Dr. Köhler
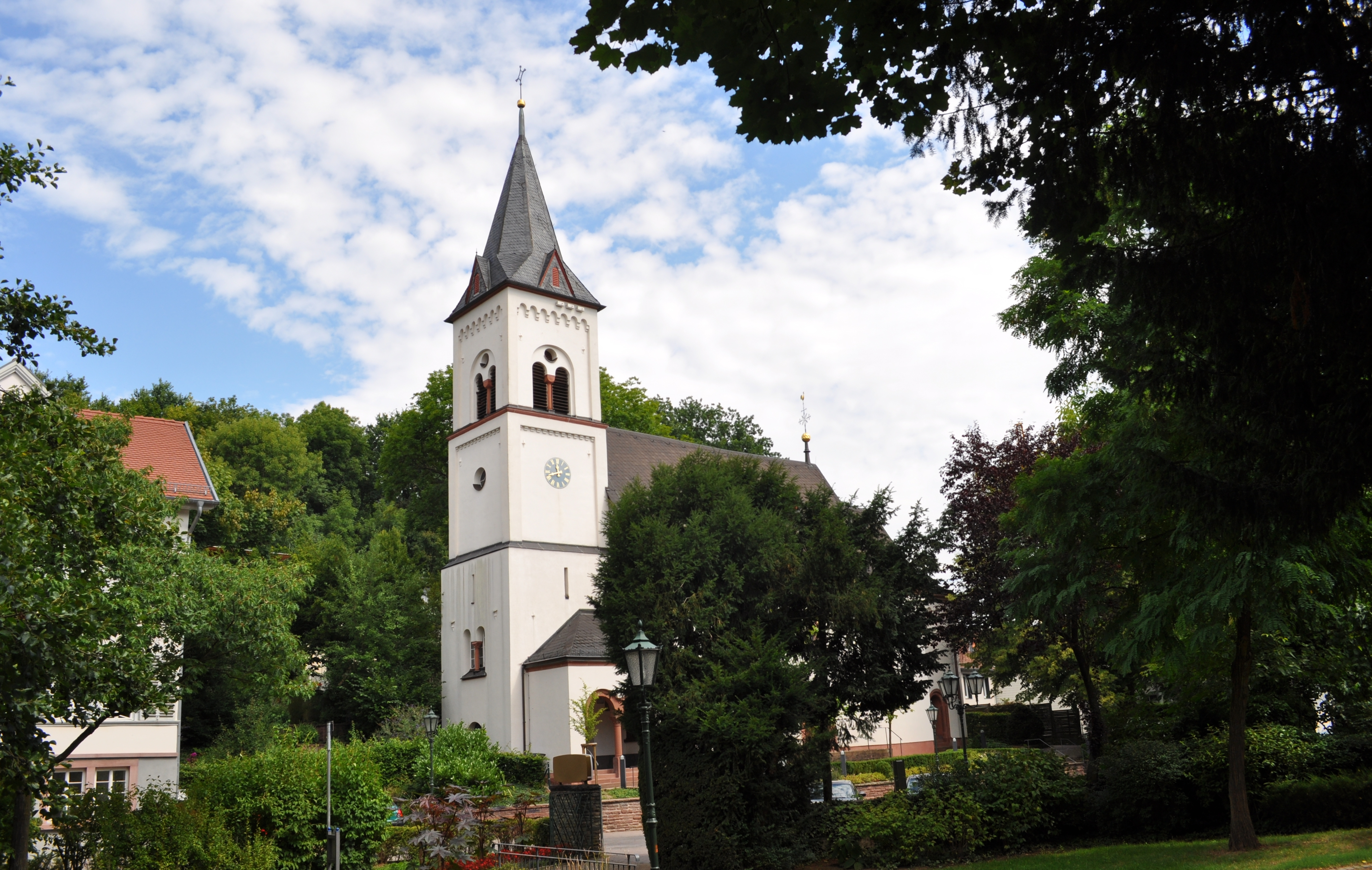
Die evangelische Kirche, direkt am Quellenpark
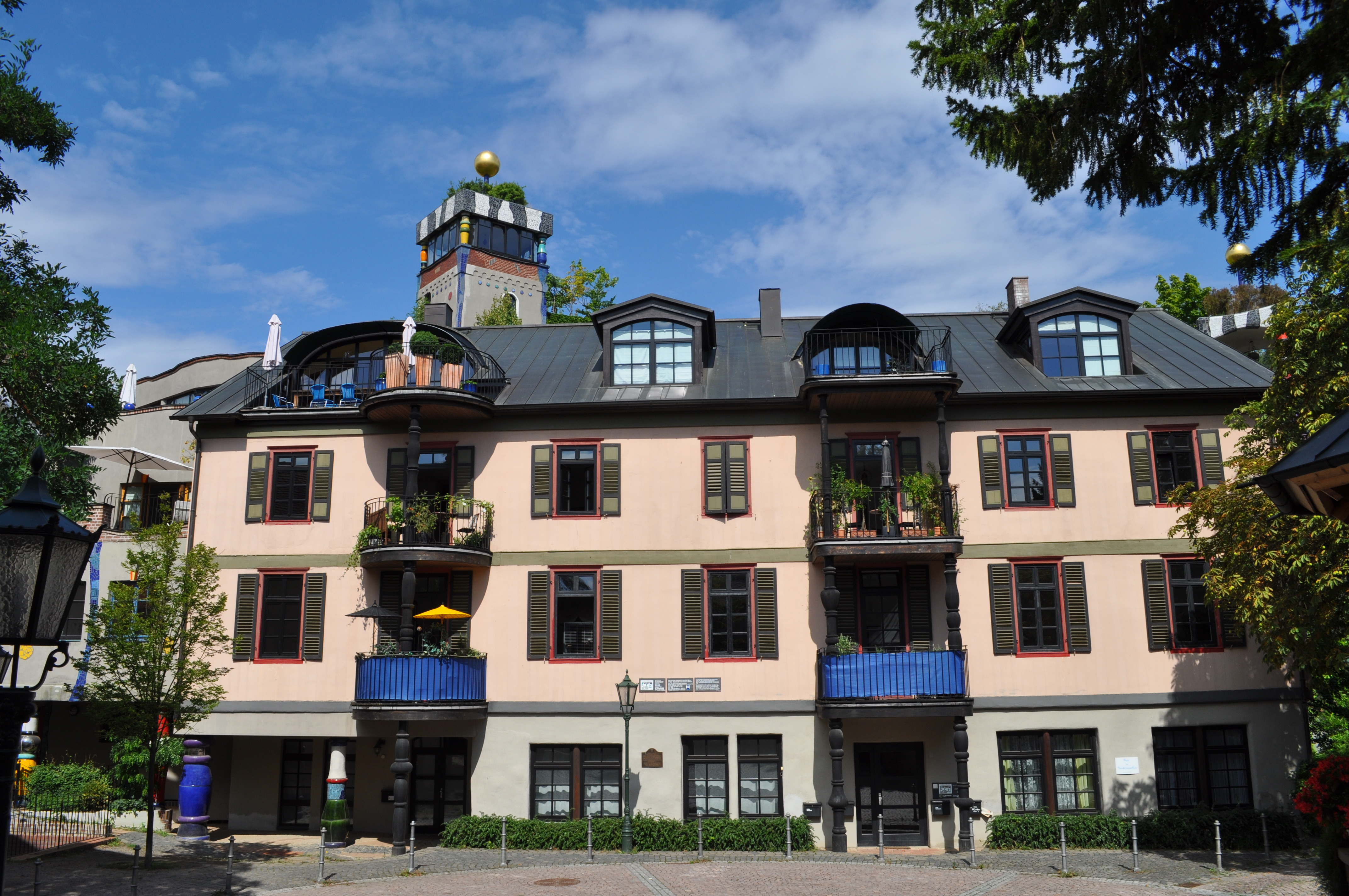
Das Haus "Bockenheimer"